# Tiny Toon Adventures: Buster Busts Loose
«Tiny Toon Adventures: Buster Busts Loose» — видеоигра, выпущенная на Super Nintendo по мотивам мультфильма Tiny Toon Adventures. Была разработана и издана в 1993 году компанией Konami.

## Содержание игры
Игрок управляет антропоморфным синим кроликом по имени Бастер Банни, которому надоело сидеть дома и он жаждет приключений. Здесь, как и в игре Tiny Toon Adventures: Buster's Hidden Treasure, игрок управляет только кроликом. Друзья приходят только тогда, когда игроку будет предложено колесо удачи и выбор одной из пяти игр, действующими героями которых являются персонажи из мультсериала.
В игре 6 уровней, каждый из которых происходит в разных местах: академия, вестерн, за́мок и другие. Боссов в этой игре три, но финальный босс впервые не Монтана Макс, а Дак Вейдер (которым оказался переодетый Плаки). В качестве других боссов представлены Диззи Девил, устроивший погром на кухне, а также некое чудовище, которое под влиянием злого профессора нападало на Бастера. В игре есть множество различных врагов, которые мешают прохождению Бастера, но после уничтожения каждого из врагов появляются золотые звёздочки. Сто таких звёздочек дадут Бастеру дополнительную жизнь.

## Уровни
- Мультакадемия Акме
- Вестерн
- Замок
- Футбол
- Небо
- Космос

## Бонусы

Академия — первый уровень игры

Основные бонусы в игре имеют два вида: Гого Додо и морковки. Бонусы с Додо отвечают за энергию, а бонусы с морковкой — за возможность переносить удары без потери жизни.
- Дополнительный удар. Сам бонус имеет вид серебряной морковки, а на экране — вид сердечка. Прибавляет ещё одну возможность переносить урон без потери жизни. Добавляется только в незанятый слот. Аналог бонуса из предыдущих игр.
- Максимум ударов. Имеет вид золотой морковки. Полностью восстанавливает сердечки в пустые слоты.
- Дополнительный слот. Имеет вид хрустальной морковки. Прибавляет дополнительный слот для сердечка. Больше пяти слотов быть не может.
- Максимум энергии. Имеет вид серебряного Додо. Восстанавливает энергию до максимума.
- Неуязвимость. Имеет вид золотого Додо. На некоторое время делает Бастера неуязвимым. При этом Бастер мигает, и все враги, которых он касается, уничтожаются.
- Уничтожение. Имеет вид хрустального Додо. При взятии этого бонуса, все враги на экране уничтожаются.
- Жизнь. Имеет вид крольчонка. Добавляет одну жизнь для Бастера.

## Уровни сложности
- Детский (лёгкий). Этот уровень сложности следует выбирать новичкам. Все уровни игры значительно сокращены в размерах, враги имеют меньшее количество здоровья. Времени и попыток в бонусных заданиях даётся гораздо больше.
- Нормальный. Этот уровень для тех, кто прошёл игру на лёгком, или просто хочет начать со стандартного уровня. Все уровни имеют стандартный размер, враги имеют обычное количество здоровья. Времени и попыток в бонусных заданиях меньше, чем на детском уровне.
- Вызов (тяжёлый). Этот уровень для профессионалов. Уровни стандартные, но враги имеют повышенное количество здоровья. Времени и попыток в бонусных заданиях катастрофически мало. Причём Бастер начинает уровень с одним сердечком вместо трёх.

## Колесо удачи
В перерыве между уровнями Бастер и Бэбс предлагают сыграть в рулетку. Правила очень просты: какой герой выпадет на рулетке, в ту игру и следует играть.
Сектора на рулетке:
- Свити Пай. Предлагается взвесить мультяшек, которые имеет игрок и компьютер. Следует выбрать одну из мультяшек и сравнить с той, которую выбрал компьютер. Если герой игрока перевесил героя компьютера, начисляется дополнительная «жизнь». За ничью и проигрыш «жизнь» не предоставляется. Если после пяти попыток у игрока окажется больше побед, чем у компьютера, начисляется ещё одна «жизнь». Если все попытки окажутся ничейными, начисляется сразу пять «жизней».
- Хэмтон Пиг. Предлагается проложить путь, чтобы Хэмтон собрал все яблоки, расположенные по головоломке. За каждое собранное яблоко начисляется одна «жизнь». Игра заканчивается, как только Хэмтон соберёт все яблоки или упадёт, либо закончится время, отведённое на игру.

Бинго

- Плаки Дак. Предлагается поиграть в бинго с Плаки Даком. Предоставляется игровое поле  5×5, на котором расположено десять героев (каждый может встретиться от одного до пяти раз), и свободное поле посередине, которое заменяет недостающую клетку. Плаки вытягивает шарик с картинкой, и все поля, на которых расположен персонаж, изображённый на картинке, зачёркиваются. Цель мини-игры: собрать пять персонажей по вертикали, горизонтали или диагонали. За каждую собранную таким образом линию добавляется одна «жизнь». Чем выше сложность, тем меньше попыток: на детском уровне — восемь попыток, на нормальном — семь, на вызове — шесть.
- Фурболл. Предлагается поиграть в теннис котом Фурболлом. За пятнадцать ударов по противоположной стене без промаха начисляется одна «жизнь». Во время игры в теннис, есть возможность попасть по одному из трёх героев, которые появляются напротив. Они дадут дополнительные возможности: Каламити Койот (самый медленный) останавливает таймер на некоторое время, Кондор Конкорд замедляет теннисный мяч, а малыш Бипер (самый быстрый) автоматически добавляет одну «жизнь».
- Бэбс Банни. Предлагается побегать по комнате и спасти друзей. Напоминает видеоигру Pac-Man. Противники: Элмайра Дафф (медленно ходит кругами, но увеличивает скорость, когда Бэбс находится в поле зрения); Диззи Девил (очень быстро перемещается, вращаясь волчком), и питбуль Арнольд (медленно ходит кругами и представляет наименьшую угрозу). За каждого спасённого героя добавляется одна «жизнь». Игра идёт на время, которое уменьшается при повышении сложности: на детском уровне даётся шестьдесят секунд, на нормальном — тридцать секунд, на вызове — пятнадцать секунд. Игра заканчивается, как только Бэбс освободит всех пленников или будет поймана, либо закончится время, отведённое на игру.